# 긴사상자
긴사상자(Osmorhiza aristata)는 미나리과의 식물이다. 줄기는 높이가 60cm 안팎이며 다소 굵은 뿌리줄기가 있다. 뿌리잎에는 긴 자루가 있으며, 밑부분은 꼬투리 모양으로 퍼져서 줄기를 둘러싼다. 잎은 2회 깃꼴 겹잎으로, 각 작은잎들은 다시 갈라진다. 꽃은 흰색으로, 늦은봄이 되면 줄기나 가지 끝에 복산형 꽃차례를 이루면서 달린다. 열매는 길고 가늘며 털이 많다. 주로 산지에서 자라며, 한국의 각지에 분포하고 있다.

## 같이 보기
- 사상자
- 벌사상자